# Centro Sportivo Borgomanero
Il College Basketball Borgomanero è stata una società di pallacanestro di Borgomanero (provincia di Novara). È stato rifondato nel 2002 dopo il trasferimento del Centro Sportivo Borgomanero a Novara.

## Storia

### Centro Sportivo Borgomanero
Viene fondato nel 1972 a Borgomanero dai giocatori Claudio Maioni e Roberto Fornara con il nome di  Centro Sportivo Borgomanero. Aderisce successivamente Mario Carnelli, che ne diviene presidente, carica che ricopre fino al 2000. La maggior parte dei giocatori e dei dirigenti proviene in questa fase iniziale dalla provincia di Varese. Il ruolo di allenatore-giocatore è affidato a Milvio Cara, che negli anni a venire ricoprì poi il ruolo di general manager.
La società viene sponsorizzata dalla Albertinazzi Mobili e si iscrive al campionato di prima divisione, perdendo agli spareggi la possibilità di salire subito in Promozione. L'ascesa nella categoria superiore avviene però comunque grazie ad un ripescaggio. L'estate successiva si aggrega al gruppo di giocatori Alberto Aulari. Il C.S. Borgomanero però retrocede immediatamente in Prima Divisione e questo risultato sportivo spinge la dirigenza a puntare tutto sul vivaio giovanile che si andava formando.
Nel 1975 la società risale in Promozione, la squadra viene rinforzata da giocatori che per il Borgomanero diverranno storici; inoltre sono avviati i primi corsi di minibasket, talvolta tenuti da giocatori della prima squadra. Nel 1976 il C.S. Borgomanero Basket Club cambia maglia, divenendo arancione in onore dello sponsor Univer Italiana. L'obiettivo della promozione in serie D viene più volte mancato per una manciata di punti, fino ad essere raggiunto, sotto la guida di Vittorino Luparia, nel 1980, anno in cui lo sponsor è Fiat Ritmo.
Al ritorno dell'Univer (1981) corrisponde un nuovo cambio di maglia, adottando il bianco-azzurro. La squadra fallisce l'accesso alla poule promozione e si salva solo allo spareggio contro Aosta. La promozione in C2 arriva nel 1983 dopo lo spareggio con la Ghemmese, retrocedendo però in D già l'anno successivo. L'allenatore Milvio Cara si dimette e assume il ruolo di direttore sportivo, mentre viene ingaggiato come giocatore Primo Saporiti, oggi massaggiatore sociale. Nel 1984 la squadra fallisce la salita in C2 allo spareggio con il San Paolo Torino; la promozione in C avverrà solo 4 anni dopo, colta con il secondo posto del 1988. Il girone di serie C emiliano-lombardo si rivela molto ostico per l'Univer, che si salva solo allo spareggio contro Mariano Comense. L'anno successivo la squadra è inserita nel girone piemontese-ligure-toscano, dove coglie un onorevole quarto posto.
Seguono anni di transizione, fino al 1994, quando la Cimberio diventa lo sponsor societario. Alla prima stagione i play-off per la promozione sono mancati di un soffio, ma l'anno successivo, grazie ad un relativamente grosso impiego di capitali, sono ingaggiati giocatori esperti che rinforzano notevolmente la squadra. Nel primo turno play-off viene sconfitta Alba, ma in finale Borgomanero è sconfitto in casa per mano della Celeres Pavia. L'accesso in B2 viene comunque raggiunto con l'acquisizione dei diritti dall'Aurora Desio.
La prima stagione nella categoria superiore si conclude con un secondo posto dietro Pavia, ma nel 1998 Borgomanero vince il girone guadagnandosi l'accesso diretto in B1. La palestra in cui si disputano le partite non è omologata per la B1 e così viene deciso il trasferimento del campo di gioco sul parquet del palasport Dal Lago di Novara. La Cimberio conquista subito i play-off promozione, ma viene strapazzata da Vicenza per 2-0. Segue una stagione molto difficile, con Dodo Rusconi che subentra in panchina a metà stagione; la salvezza arriva grazie ad un canestro di Andrea Conti a tre secondi dalla fine della gara 3 di spareggio contro la Falco Pesaro, seconda squadra cittadina del capoluogo adriatico.
Nell'estate 2000 sono impiegati nuovi capitali per migliorare la rosa e la squadra si piazza al quarto posto, garantendosi l'accesso ai play-off. Dopo la vittoria 2-0 sulla Fulgor Forlì, la truppa di coach Stefano Michelini ottiene il successo anche nelle finali play-off grazie al 2-1 nella serie su Ferrara, risultato che vale la promozione in Legadue.

Horace Jenkins

La prima stagione nella seconda serie nazionale, ovvero l'annata 2001-02, fu disputata ancora come C.S. Borgomanero (con sponsor Cimberio). La squadra biancazzurra, affidata a Federico Danna, è trascinata da Horace Jenkins che chiuderà come miglior realizzatore del campionato grazie alla media di 30,4 punti a partita messi a segno in regular season. La Cimberio si piazza al quarto posto qualificandosi quindi per i play-off, ma contro Scafati esce ai quarti di finale, penalizzata dalla partenza di Damon Thornton e dall'incidente stradale occorso a Marc Salyers.
Nell'estate 2002 la sede del club viene ufficialmente trasferita da Borgomanero a Novara, assumendo la denominazione "Aironi Basket Novara". Questo cambiamento segna di fatto la fine della società Centro Sportivo Borgomanero, mentre la nuova formazione novarese rimane in Legadue fino al 2008.
A Borgomanero per alcuni anni è stata attiva la PGS Don Bosco, squadra che in una decina di anni, partendo dalla Promozione, risale tra le categorie raggiungendo la Serie B2 con la storica promozione del 2003, con allenatore il già noto Giorgio Lazzarini, artefice anche del salto di categoria precedente, dalla C2 alla C1, nel 2002. Nel 2007 la PGS Don Bosco si trasferisce in pratica a Castelletto Ticino rilevando il titolo di B1 degli Aironi e lanciando il progetto Pallacanestro Lago Maggiore in collaborazione con l'amministrazione comunale ticinese.
In riva all'Agogna è rimasto il Borgomanero Basket Giovane, che partecipa al campionato di Serie C Regionale, dopo il salto di categoria ottenuto nel 2007 in finale con la Pallacanestro Cirié. Il Basket Giovane era approdato nella basket city novarese nel 2003, quando alcuni appassionati decisero di rilevare a proprie spese il diritto di Serie D della Veloces Vercelli, cambiandone la denominazione in Borgomanero Basket Giovane, dando subito spazio in prima squadra a tanti ragazzi che, usciti dalle locali giovanili, senza una possibilità di livello regionale sarebbero rimasti in pratica senza sbocco. Di fatto il Basket Giovane si occupò anche del settore giovanile come società satellite di PGS Don Bosco fino al 2007.

### College Basketball
Il trasferimento della prima squadra a Novara ha permesso al presidente Luca Negri e al direttore generale Federico Ferrari di rifondare College Basketball, unendo varie società della provincia e centri Minibasket, coinvolgendo oltre 1000 atleti. Nel tempo, il club ha sviluppato un settore giovanile a livello nazionale, con strutture avanzate e una foresteria. Partecipando a tornei importanti come la EYBL, ha raggiunto risultati rilevanti, come la finale nazionale under 14 nel 2015 e altre successive. La prima squadra gioca in Serie C Gold con giovani del vivaio. Nel 2020 ha vinto il campionato di C Gold, e nel 2022-2023 ha festeggiato 50 anni di storia. Nel 2024-2025, partecipa alla Serie B Interregionale.